# Генеральна балка (Ростов-на-Дону)
Генеральна балка — урочище, яке розташовувалось на території сучасного Ростова-на-Дону, але з розвитком міста було майже повністю забудоване. Свою назву урочище отримало через скотарні генерала Івана Матвеєва по прізвиську Червонощокий. Його скотарні розташовувались у цій місцевості на початку XVIII століття. Раніше Генеральна балка була північною межею міста.

## Історія
Існують припущення, що урочище існувало на цій території з давніх часів та утворилось ще тоді, коли в Ростові-на-Дону був побудований перший будинок. Ймовірною причиною появи та утворення Генеральної балки був розмив ґрунту через атмосферні опади. Генеральна балка стала відомою не тільки як урочище, яке знаходиться в безпосередній близькості до житлових будинків міста, але і як місцеве звалище. Через балку проходило два мости: один з них розташовувався на Таганрозькій дорозі, а другий в районі майбутнього Малого проспекту. Раніше урочище було північним кордоном міста, але поступово кількість жителів в місті збільшувалася, і квартали стали розташовуватися і за його межами. В цей час змінився стан урочища — на його територію стали звозитись нечистоти. Тоді по дну балки протікав «Безіменний» струмок, який впадав в річку Темерник. Генеральна балка стала центром міста. Коли по обидва боки від балки стали будувати приватні володіння, балка поступово стала звалищем. Власники будинків використовували її як вигрібну і помийну яму. На існуючу спеціальну систему штрафів та заборон ніхто не звертав уваги. В 1857 році міська дума вирішила побудувати кам'яний міст, який отримав назву Байковського мосту. Він був побудований замість існуючого дерев'яного мосту поблизу Таганрозького шосе. Його будівництво завершили в 1863 році. Поступово міська громадськість визнала за необхідне влаштувати в Генеральній балці критий водостік. Побудований кам'яний міст був єдиною закритою частиною цієї балки. Вартість землі поблизу Генеральної балки зростала і міська влада намагалась досягти певних успіхів у благоустрої території. Власники будинків, на чиїй території проходила балка, в період з 1863 по 1884 роки закрили 233 з 728 погонних саженів за свої власні кошти. У цей час над балкою з'явилося два кам'яні мости різних розмірів.
Санітарна ситуація в місті загострювалась з кожним роком і в 1884 році було прийнято рішення про закриття балки міським головою Андрієм Матвійовичем Байковим. Він прагнув, щоб витрати, пов'язані з цими роботами, були частково покриті тими людьми, у власності яких знаходяться заводи, фабрики, лазні та інші будинки. Всього нараховувалось 54 людини, які б мали заплатити 36 тисяч рублів. Розмір внеску для кожного мав складати від 100 до 3 тисяч рублів. Але жителі міста таку ідею не підтримали. В 1884 році частина Генеральної балки, завдовжки в 24 саженя, була закрита на території міського саду.

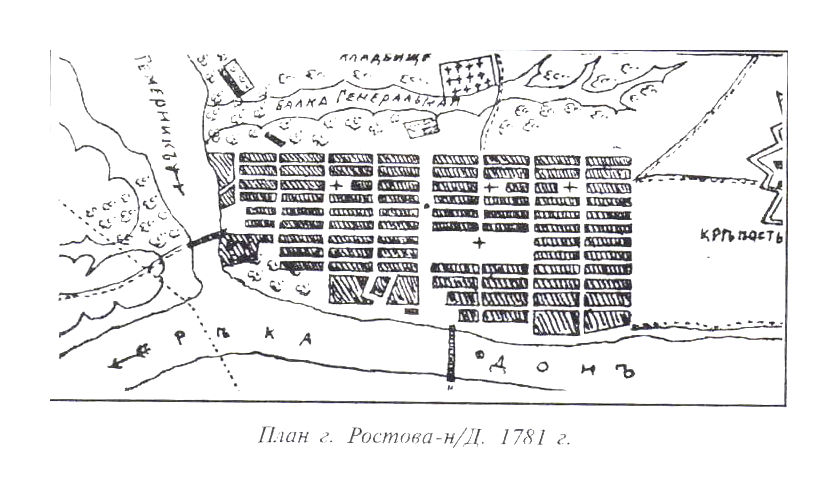
План Ростова-на-Дону. Розташування Генеральної балки

15 січня 1886 року проект затвердили і призначили закінчення терміну робіт на 1 листопада 1887 року. Так як потрібно було якось компенсувати витрати, власники, по чиїй ділянці проходила труба, могли користуватись її поверхнею і спускати туди рідкі нечистоти. Особлива плата встановлювалася для всіх інших осіб, які хотіли використати таке нововведення. Завданням міської влади в цей період було закрити трубу на тих ділянках, які перебували у власності міста. Станом на 1886 рік на території міського саду було закрито 60 сажнів та 10 сажнів під Миколаївським провулком. Незакритими залишались 80 сажнів, які розташовувались поблизу маєтку Новосильцева — закриття труби було предметом його суперечок з міською владою. Обвідний відкритий лоток довжиною в 230 сажнів був влаштований на Кузнецькій вулиці і Великому проспекті.
Деякі з ростовських заможних городян ухилялися від дотримання вимог, в результаті чого балка була відкрита на відстані 239 сажнів. Серед приватних осіб, які виконали всі вимоги, значилися прізвища Фандеева, Солодова, Курдтова. Спеціальна комісія повідомила, що потрібно прикрити балку, по якій біжить брудна вода, зверху трубою. Але проведені маніпуляції навпаки значно погіршили санітарний стан міста, адже тепер Генеральна балка була в жахливому стані через сміття і бруд. Вона була набагато чистіша, коли перебувала у відкритому стані. Спеціальні технічні комісії, які проводили обстеження, заявили, що потрібно змінити днище в тій трубі, яка знаходиться поблизьку Байковського мосту, а на трубі міського саду також необхідна заміна днища. Проведення чергових ремонтних робіт та усунення різних недоліків коштувало 10 000 рублів та тривало 1 рік.
У 1885 році під впливом різних факторів було вирішено Генеральну балку закрити, а на її місці створити трубу. Міська влада вважала, що це сприятиме припиненню злива бруду і різних нечистот, та дозволить спускати лише рідкі нечистоти. 25 листопада 1885 розробили план по налагодженню ситуації з Генеральною балкою. Вирішили ту частину ділянки, яка проходить між Середнім і Великим проспектами, засипати. Міська влада зайнялась розробкою спеціального плану, котрий би дозволив відводити дощові води. Для цього необхідно було зробити відкритий лоток на Кузнецькій вулиці. Та частина Генеральної балки, яка проходила від Великого проспекту до Темерник, закривалася кам'яною трубою.
Згідно рішення, прийнятого міською думою в травні 1887 року, спуск нечистот був дозволений всім бажаючим. Але потім з дозволом вирішили зачекати, так як не були продумані загальні правила спуску води. У 1889 році планували розпочати роботи щодо подальшого благоустрою балки, але помер міський голова Байков. Його наступник І. С. Лавандов продовжив реалізовувати цей проект, а в лютому 1890 запропонував другий проект, який вміщував повний перелік робіт. Для цього необхідно було виділити суму в розмірі 46,5 тисяч рублів. Меншу половину — 22 тисячі рублів, хотіли зібрати з власників будинків. Проте городяни не бажали виділяти таку суму і не було ніякої можливості їх змусити це зробити.
14 березня 1891 року питання з Генеральною балкою було принципово вирішено. Загальний кошторис витрат склав понад 92 тисячі рублів, планувалося, що роботи завершаться до 1 листопада 1891 року. У 1892 році міський голова О. М. Хмельницький піднімав також питання про ситуацію з колишнім урочищем. Міська дума вирішила зробити водостік з бетонним склепінням. Для днища використати штучний камінь. Роботи мав виконувати підрядник з Москви Н. П. Бірюков, але через якісь фактори роботи почалися пізніше і значно затягнулися. В кінцевому підсумку, завдяки всім проведеним роботам, на базі Генеральної балки з'явилася перша в місті система каналізації.

## Опис
На одному зі старих планів Ростова-на-Дону збереглися дані про розташування різних об'єктів на території міста та поза його межами. Згідно документів, на території є яри, які проходять паралельно річки Дону, і потім з'єднуються з річкою Темерник. Генеральною балкою був названий той яр, який був найближче до Дону. Територія урочища починалася поблизу Тюремного замку, а у південно-західну сторону вже йшла з великим ухилом. В місці, де вона перетиналась з Кузнецькою вулицею (яка зараз називається Пушкінською вулицею), обриси балки були більш чіткими. Потім її ширина і глибина починали збільшуватись. Лінія Генеральної балки потім прямувала до рогу Великого проспекту. Балка перетинала міський сад і впадала в річку Темерник. Генеральна балка виконувала функцію природного стоку для атмосферних опадів. Її басейн перевищував 450 десятин. Згідно документів, балка виглядає як яр величезного розміру, у якого є численні відростки. По дну балки протікала джерельна вода. Частково залишки балки збереглися на території міського саду. Можна їх побачити на території в околицях Темерника і Ворошиловського проспекту. Там, кожна вулиця, яка знаходиться перпендикулярно до Дону, проходить через яму.